# Concentrische Schillen
Concentrische Schillen is een kunstwerk dat is geplaatst op de rotonde in de Nederlandse plaats Baarn aan de N221. Het is een driedimensionale uitdrukking in staal van het werk van de kunstenaar Maurits Cornelis Escher. Het tweedimensionale origineel van Escher (grafiek) werd door beeldend kunstenaar en industrieel ontwerper Frank de Blok speciaal hiervoor vertaald in een driedimensionale vorm die hij in samenwerking met De Leeuw Staalconstructies, een lokale aannemer, heeft verfijnd. De Leeuw is uiteindelijk de constructeur van het kunstwerk.
Van 1941 tot 1970 woonde en werkte Escher in Baarn. In het honderdste geboortejaar van Escher, in 1998, werd het beeld onthuld. De as met de sokkel is acht meter hoog, en de bolvorm heeft een diameter van zes meter.
Frank de Blok was indertijd werkzaam en woonachtig in Baarn. Hij is voornamelijk bekend voor zijn interieurconcepten en vormgeving, totdat hij in 2001 naar kunstenaarsplaats Honfleur in Normandië vertrok om zich definitief met uitsluitend beeldende kunst bezig te houden.
De rotonde wordt meestal aangeduid als de Escher-rotonde.
Bij de Escherrotonde komen in 2013 doseerlichten, bedoeld voor een betere doorstroming op de rotonde op momenten dat er veel verkeer is. Deze verkeerslichten hebben alleen een oranje en een rood licht en gaan alleen aan als dit nodig is.
In 2012 werd de hele verlichtingsinstallatie vervangen. Vanaf dan wordt het kunstwerk uitgelicht door RGB ledspots.